# یوهان ولفگانگ دوبراینر
یوهان ولفگانگ دوبراینر (به آلمانی: Johann Wolfgang Döbereiner) (زادهٔ ۱۳ دسامبر ۱۷۸۰ تا ۲۴ مارس ۱۸۴۹) یک شیمی‌دان آلمانی بود که به خاطر جدول تناوبی که پیشنهاد کرد در جهان شناخته شده است.

## زندگی و کار
ولفگانگ فرزند یک درشکه چی بود و از این رو امکان تحصیل در مدرسه برایش زیاد فراهم نبود. وی شاگرد یک داروساز بود، زیاد مطالعه می کرد و در سخنرانی های علمی شرکت میکرد. او در کلاس‌ها شرکت می‌کرد و مطالعهٔ وسیعی داشت. کم‌کم با گذر زمان در سال ۱۸۱۰ به عنوان استاد دانشگاه ینا پذیرفته شد. وی در سال ۱۸۲۹ توانست رد پایی از ویژگی‌های برخی عنصرها را شناسایی کند. برای نمونه او توانست جرم اتمی میانگین لیتیم و پتاسیم را بدست آورد که عددی که بدست آورد نزدیک جرم اتمی سدیم بود. او الگویی همانند را برای کلسیم، استرانسیم و باریم نسبت به گوگرد، سلنیم و تلوریم، همچنین کلر، برم و ید بدست آورد. همچنین او دریافت که چگالی این عنصرها هم از الگویی همانند پیروی می‌کند. او دسته عنصرها با نام سه‌گانهٔ دوبرآینر شناخته شدند. او بر روی عنصر اکا-بور به معنی همانند بور هم کار کرد، این عنصر بعدها به نام اسکاندیم شناخته شد او این تلاش را برای درمان برخی بیماری‌ها انجام داد.

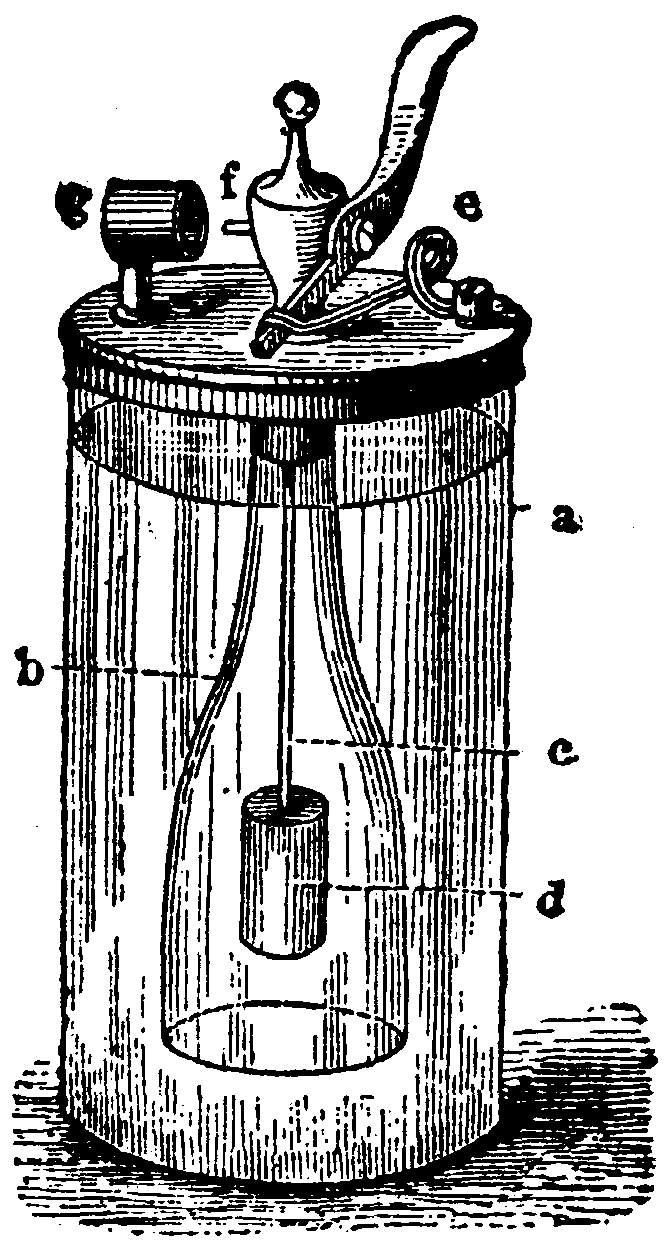
لامپ دوبراینر

دوبراینر هنگامی که بر روی کاربرد پلاتین بلوری کار می‌کرد توانست فورفورال را هم شناسایی کند. همچنین بر روی یک روشنایی هم کار کرد که به لامپ دوبراینر معروف شد.
نویسندهٔ مشهور آلمانی، یوهان ولفگانگ گوته دوست دوبراینر بود که در جلسات هفته‌ای او شرکت می‌کرد و مفهوم نظریهٔ آفنیته شیمیایی را پایهٔ داستان بلند مشهورش، پیوندهای انتخابی که در سال ۱۸۰۹ نوشت قرار داد.